# العلاقات اليمنية الموريتانية
العلاقات اليمنية الموريتانية هي العلاقات الثنائية التي تجمع بين اليمن وموريتانيا.

## مقارنة بين البلدين
هذه مقارنة عامة ومرجعية للدولتين:
| وجه المقارنة                                              | اليمن                   | موريتانيا                 |
| --------------------------------------------------------- | ----------------------- | ------------------------- |
| المساحة (كم2)                                             | 555.00 ألف              | 1.03 مليون                |
| عدد السكان (نسمة)                                         | 28.25 مليون             | 4.42 مليون                |
| الكثافة السكانية (ن./كم²)                                 | 50.9                    | 4.29                      |
| العاصمة                                                   | صنعاء عدن (عاصمة مؤقتة) | نواكشوط                   |
| اللغة الرسمية                                             | اللغة العربية           | اللغة العربية، لغة فرنسية |
| العملة                                                    | ريال يمني               | أوقية موريتانية، أوقية ‏   |
| الناتج المحلي الإجمالي (بليون دولار)                      | 18.21 مليار             | 5.02 مليار                |
| الناتج المحلي الإجمالي (تعادل القوة الشرائية) بليون دولار | 75.69 مليار             |                           |
| الناتج المحلي الإجمالي الاسمي للفرد دولار أمريكي          | 1.41 ألف                |                           |
| الناتج المحلي الإجمالي للفرد دولار أمريكي                 |                         | 3.91 ألف                  |
| مؤشر التنمية البشرية                                      | 0.498                   | 0.506                     |
| رمز المكالمات الدولي                                      | +967                    | +222                      |
| رمز الإنترنت                                              | .ye                     | .mr                       |
| المنطقة الزمنية                                           | ت ع م+03:00             | 00                        |

## منظمات دولية مشتركة
يشترك البلدان في عضوية مجموعة من المنظمات الدولية، منها:
| علم المنظمة | اسم المنظمة                                 | تاريخ انضمام اليمن | تاريخ انضمام موريتانيا |
| ----------- | ------------------------------------------- | ------------------ | ---------------------- |
|             | صندوق النقد العربي                          | ?                  | ?                      |
|             | يونسكو                                      | 2 أبريل 1962       | 10 يناير 1962          |
|             | مؤسسة التمويل الدولية                       | 22 مايو 1970       | 29 ديسمبر 1967         |
|             | منظمة التعاون الإسلامي                      | ?                  | ?                      |
|             | المركز الدولي لتسوية المنازعات الاستشارية   | 20 نوفمبر 2004     | 14 أكتوبر 1966         |
|             | منظمة حظر الأسلحة الكيميائية                | ?                  | ?                      |
|             | مؤسسة التنمية الدولية                       | 22 مايو 1970       | 10 سبتمبر 1963         |
|             | جامعة الدول العربية                         | 5 مايو 1945        | 26 نوفمبر 1973         |
|             | وكالة ضمان الاستثمار متعدد الأطراف          | 12 مارس 1996       | 8 سبتمبر 1992          |
|             | الاتحاد البريدي العالمي                     | ?                  | ?                      |
|             | الاتحاد الدولي للاتصالات                    | 1931               | 18 أبريل 1962          |
|             | منظمة الشرطة الجنائية الدولية               | ?                  | ?                      |
|             | الأمم المتحدة                               | 30 سبتمبر 1947     | 27 أكتوبر 1961         |
|             | البنك الدولي للإنشاء والتعمير               | 3 أكتوبر 1969      | 10 سبتمبر 1963         |
|             | الصندوق العربي للإنماء الاقتصادي والاجتماعي | ?                  | ?                      |